# Astyanax pirapuan
Astyanax pirapuan är en fiskart som beskrevs av Tagliacollo, Britzke, Silva och Ricardo C. Benine 2011. Astyanax pirapuan ingår i släktet Astyanax och familjen Characidae. Inga underarter finns listade.